# Yuji Uekawa
Yuji Uekawa – japoński projektant gier komputerowych i wideo będący członkiem Sonic Team. Jest autorem projektu postaci Shadowa, która po raz pierwszy pojawiła się w grze Sonic Adventure 2. Pierwsza gra z serii Sonic the Hedgehog, w której miał swój udział to gra wyścigowa Sonic R.